# Joseph Dufresne
Pour l’article homonyme, voir Dufresne.
Joseph Dufresne (2 février 1805-5 novembre 1873) est un notaire et homme politique fédéral du Québec.

## Biographie
Né à Lavaltrie dans la région de Lanaudière, il devient notaire et pratique dans les régions de Saint-Jaques-de-l'Achigan, Saint-Lin, Saint-Alexis et à Montréal. 
Il est député de l'Assemblée législative de la province du Canada dans Montcalm de 1854 à 1867 (avec une courte pause en 1861) 
Élu député du Parti conservateur dans la circonscription fédérale de Montcalm en 1867, il démissionne en 1871 pour accepter le poste de shérif du Comté de Saint-Jean. Il meurt à Saint-Jean-sur-Richelieu en 1873 à l'âge de 68 ans.